# Bracon duomaculatus
Bracon duomaculatus är en stekelart som beskrevs av Roy D. Shenefelt 1978. Bracon duomaculatus ingår i släktet Bracon och familjen bracksteklar. Inga underarter finns listade.